# Jelegong (Cidolog)
Jelegong is een bestuurslaag in het regentschap Ciamis van de provincie West-Java, Indonesië. Jelegong telt 2638 inwoners (volkstelling 2010).